# هيو مكمانرس
هيو مكمانرس (بالإنجليزية: Hugh McManners)‏ هو مقدم تلفزيوني بريطاني، ولد في 9 ديسمبر 1952 في كلية القديس إدموند ‏ في المملكة المتحدة.